# Arentsburgh
Arentsburgh is een Nederlandse buitenplaats gelegen in Voorburg-West aan de Vliet, het kanaal van Delft naar Leiden.

## Geschiedenis
Het huis Arentsburgh werd in 1662 gebouwd door Cornelis van Lodensteyn, gecommitteerde in de Generaliteitsrekenkamer. Het huis werd vernoemd naar Jacob Arentz., die reeds in 1451 op deze plaats woonde. Tussen 1686 en 1826 was Arentsburgh in het bezit van de familie Scheltus. In dat jaar werd Arentsburgh door de overheid aangekocht omdat op het landgoed resten van de Romeinse stad Forum Hadriani werden vermoed. Tussen 1827 en 1834 werden hier archeologische opgravingen uitgevoerd onder leiding van Caspar Reuvens. In 1854 verwierf jonkheer Hendrik Johan Caan Arentsburgh en voegde het samen met het aangrenzende landgoed Hoekenburg.
In 1912 werd het huidige landhuis in neoclassicistische stijl in de Hollandse baksteentraditie gebouwd door de Haagse architecten Johannes van Nieukerken en zijn zoons Johan en Marie Adrianus. In 1924 werden Hoekenburg en Arentsburgh aangekocht door de gemeente Voorburg. Op een deel van het landgoed werd een woonwijk gerealiseerd, genaamd "Buitenplaats Nieuw Hadriani". De parken werden toegankelijk voor het publiek. In 1926 werden Hoekenburg en Arentsburgh gekocht door het Christelijk Instituut Effatha, dat hier tot de jaren negentig gevestigd was. In 2004 werd Arentsburgh gerestaureerd en omgebouwd tot woning en kantoor.
Arentsburgh · Damsigt · Duivenstein · Eemwijk · Heeswijk · Hoekenburg · Hoekvliet · Hofwijck · In de Wereldt is veel Gevaer · Leeuwensteijn · De Loo · Middenburg · Middendorp · Noordervliet · Rusthof · Schoonoord · Sionslust · Vliet en Burgh · Vreugd en Rust · Vrijburg · De Werve